# 本阿弥光悦
- 本阿弥 光悦
- 本阿彌 光悅

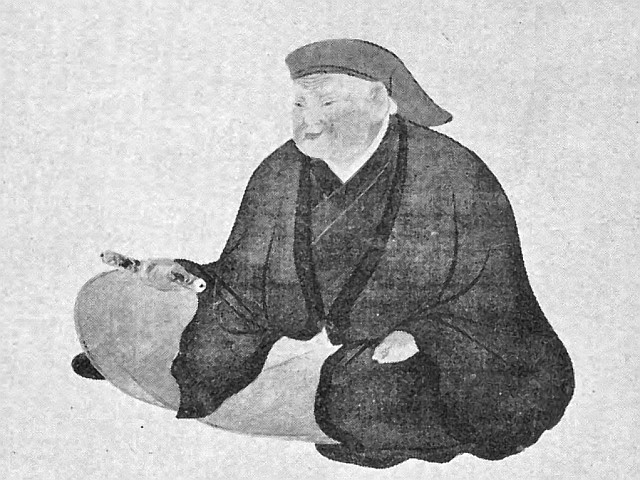
本阿弥光悦

本阿弥 光悦（ほんあみ こうえつ、永禄元年（1558年） - 寛永14年2月3日（1637年2月27日））は、江戸時代初期の数寄者。通称は次郎三郎。号は徳友斎・自得斎・大虚庵など。

## 略歴
本阿弥光二の長男として、京に生まれる。光悦の父光二は、元々多賀高忠の次男・片岡次大夫の次男で、子がなかった本阿弥7代当主の本阿弥光心（侍所の開闔や政所の執事代を勤めた奉行衆松田氏一族から、本阿弥家に娘婿として迎えられた、6代当主本光の息子）の婿養子となった。しかし、後に光心の実子（8代当主光刹）が生まれたため、自ら本家を退き別家を立てた。
本阿弥家は刀剣の鑑定・研磨・浄拭（ぬぐい）を家業としており、光二は加賀前田家から扶持200石を受け、息子である光悦もこれを継承していた。ただし、現存する光悦の書状の中に、刀剣に触れたものはほとんど見られない。

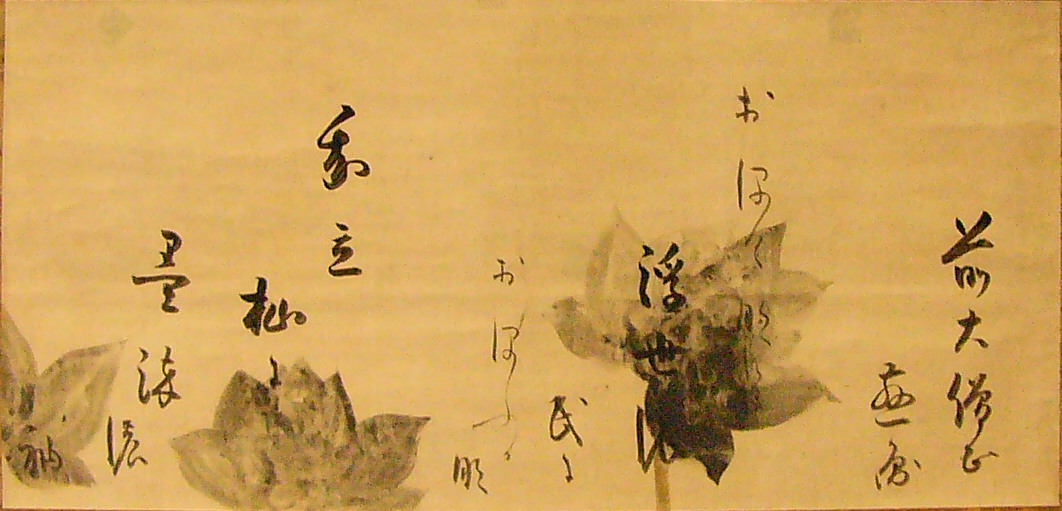
『蓮下絵和歌巻』（部分）本阿弥光悦書、俵屋宗達画

光悦は家業よりも、書・陶芸・漆芸・能楽・茶の湯などに携わった数寄者としての活動でその名を残しており、後世の日本文化に与えた影響は大きい。
書では、いわゆる「寛永の三筆」の一人に数えられており、その書流は光悦流の祖と仰がれる。陶芸では楽焼の田中常慶に習ったと思われる茶碗、漆芸では装飾的な図柄の硯箱などが知られる。このうち漆工品ではごく厚い夜光貝に鉛や銀などを併用し、斬新な意匠を創り上げ、その様式は「光悦蒔絵」と称されている。茶の湯は古田織部に学んでいた。
なお、尾形光琳・乾山兄弟の曾祖父・道柏の妻、法秀は光悦の姉であり、光悦と光琳は遠い姻戚関係にあることになる。また光悦の白楽茶碗「不二山」（国宝）にも関わったと考えられる楽焼の樂家の養子となった宗入（5代当主）の曾祖母も法秀であり、光琳・乾山とは従弟同士となる。
養孫の本阿弥光甫も陶芸家・茶人として著名であった。
光悦は、洛北鷹峯に芸術村（光悦村）を築いたことでも知られる。元和元年（1615年）に徳川家康から鷹峯の地を拝領した光悦は、本阿弥一族や町衆、職人などの法華宗徒仲間を率いて移住した。光悦の屋敷は、彼の死後に光悦寺となっており、彼の墓地もそこにある。
寛永14年（1637年）2月3日、死去した。

## 現代
京都府は平成12年（2000年）度より、「日本の芸術や工芸の発展に大きく貢献した、この「光悦村」の精神を継承し、これからの産業やモノづくりのあり方を示す新しいスタイルの産業拠点」として、南丹市園部町に「京都新光悦村」および「道の駅京都新光悦村」を整備した。

## 代表作

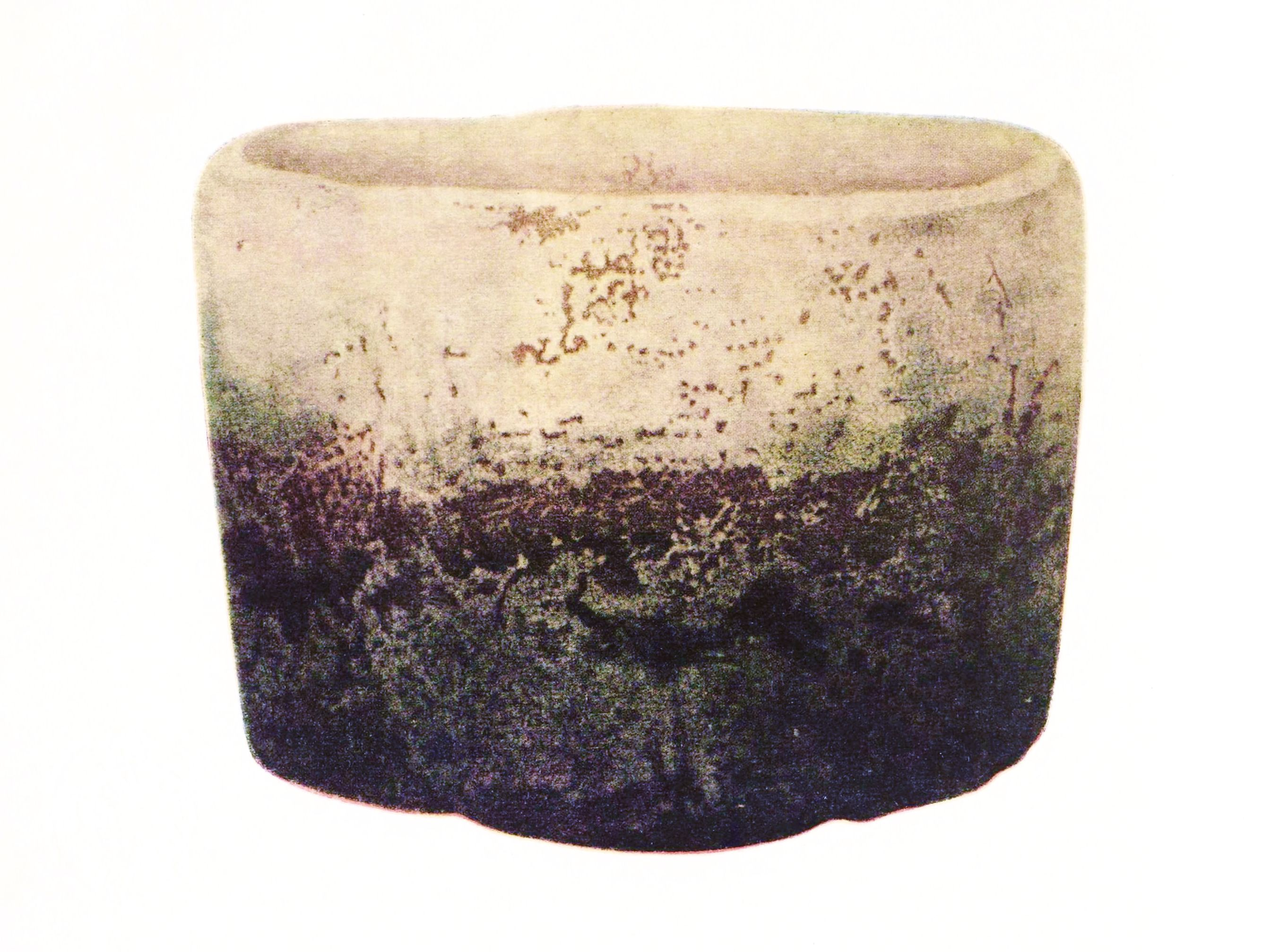
不二山

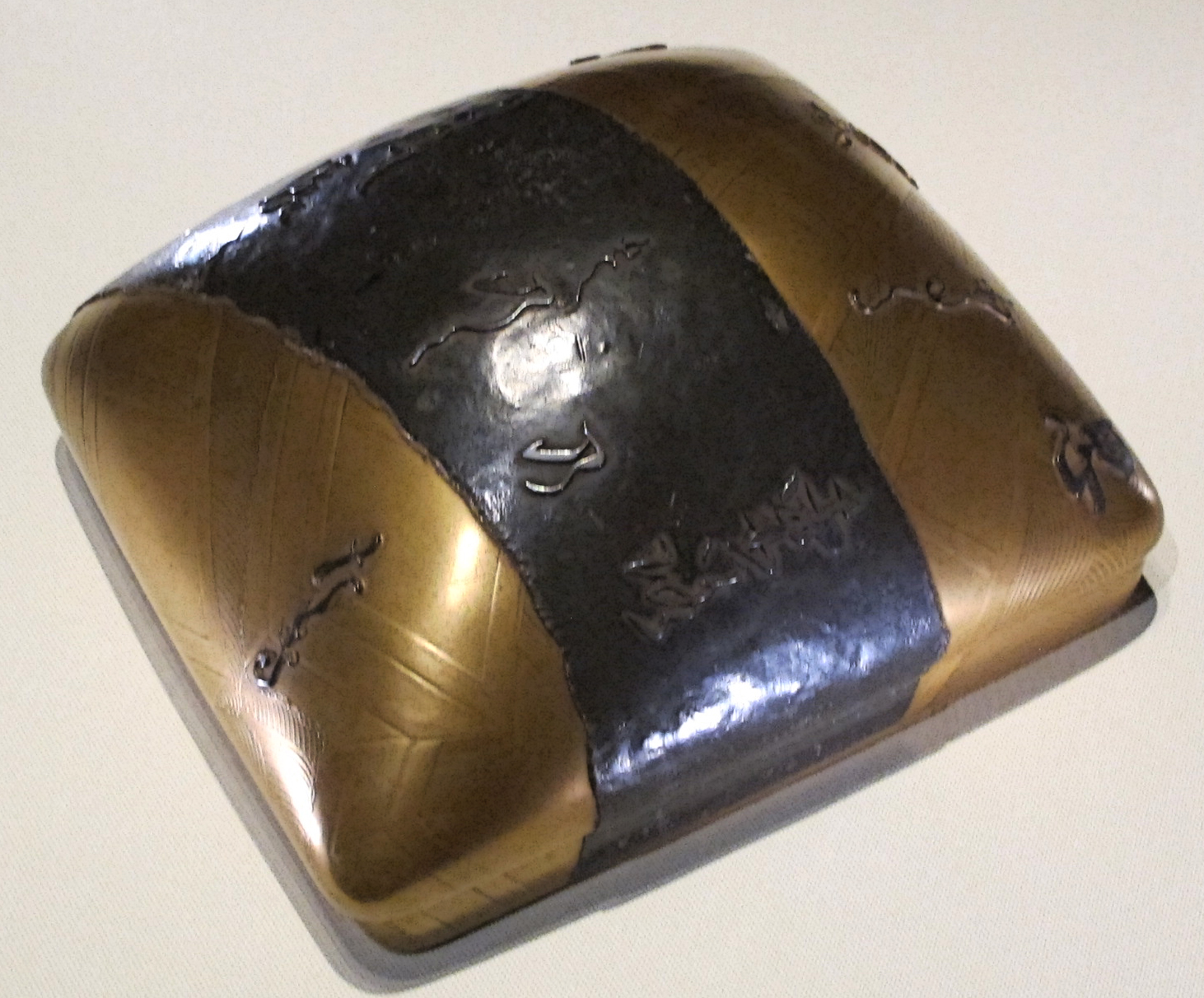
舟橋蒔絵硯箱

### 国宝
- 白楽茶碗　銘「不二山」（長野・サンリツ服部美術館）光悦七種
- 舟橋蒔絵硯箱（東京国立博物館）

### 重要文化財

#### 陶器
- 黒楽茶碗　銘「雨雲」（東京・三井記念美術館）光悦七種
- 黒楽茶碗　銘「時雨」（愛知・名古屋市博物館）光悦七種
- 赤楽茶碗　銘「雪峰」（東京・畠山記念館）光悦七種
- 赤楽茶碗　銘「加賀」（京都・相国寺承天閣美術館）光悦七種
- 赤楽茶碗　銘「乙御前」（個人蔵）
- 赤楽兎文香合 （東京・出光美術館）2012年指定

#### 書跡
- 鶴下絵三十六歌仙和歌巻（光悦書、宗達下絵）（京都国立博物館）
- 四季草花下絵古今集和歌巻（光悦書、宗達下絵）（畠山記念館）
- 始聞仏乗義（京都・妙蓮寺）
- 立正安国論（京都・妙蓮寺）
- 如説修行抄（京都・本法寺）
- 法華題目抄（京都・本法寺）

#### 光悦蒔絵
光悦の意匠、発案によるとされるが、光悦自身が製作にどの程度関与したかは明らかでない。
- 芦舟蒔絵硯箱（東京国立博物館）
- 舞楽蒔絵硯箱（東京国立博物館）
- 子日蒔絵棚（東京国立博物館）
- 樵夫蒔絵硯箱（静岡・MOA美術館）
- 扇面鳥兜蒔絵料紙箱（兵庫・滴翠美術館）
- 鹿蒔絵笛筒（奈良・大和文華館）

### 名勝

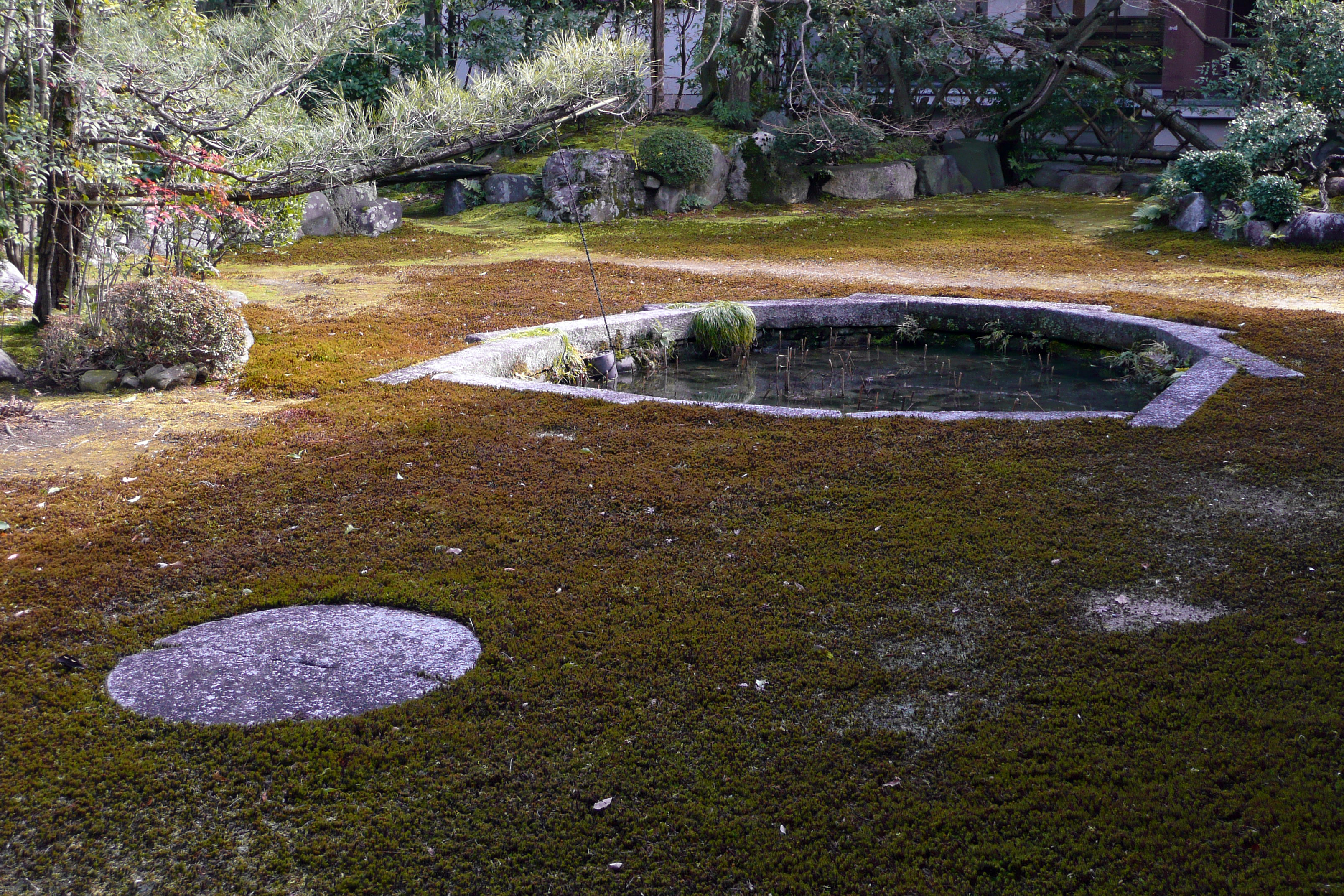
本法寺「巴の庭」

- 本法寺庭園「巴の庭」

### その他
- 前後赤壁賦（東京国立博物館）
- 赤楽筒茶碗　銘「雪片」（個人蔵）光悦七種
- 赤楽茶碗　銘「毘沙門堂」（個人蔵）光悦七種
- 赤楽茶碗　銘「熟柿」（サントリー美術館）[10]
- 赤楽茶碗　銘「障子」（長野・サンリツ服部美術館）光悦七種
- 黒楽茶碗　銘「七里」（東京・五島美術館）光悦七種
- 赤楽筒茶碗　銘「有明」（京都・古田織部美術館）光悦七種
- 飴釉茶碗　銘「紙屋」（個人蔵）光悦七種
- 黒楽茶碗　銘「喰違」（個人蔵）光悦七種
- 鹿下絵和歌巻（光悦書、宗達下絵）（アメリカ・シアトル美術館）巻物の後半部分はシアトル美術館蔵。前半部分の断簡は山種美術館、五島美術館、サントリー美術館、MOA美術館、サンリツ服部美術館など諸家分蔵[11]

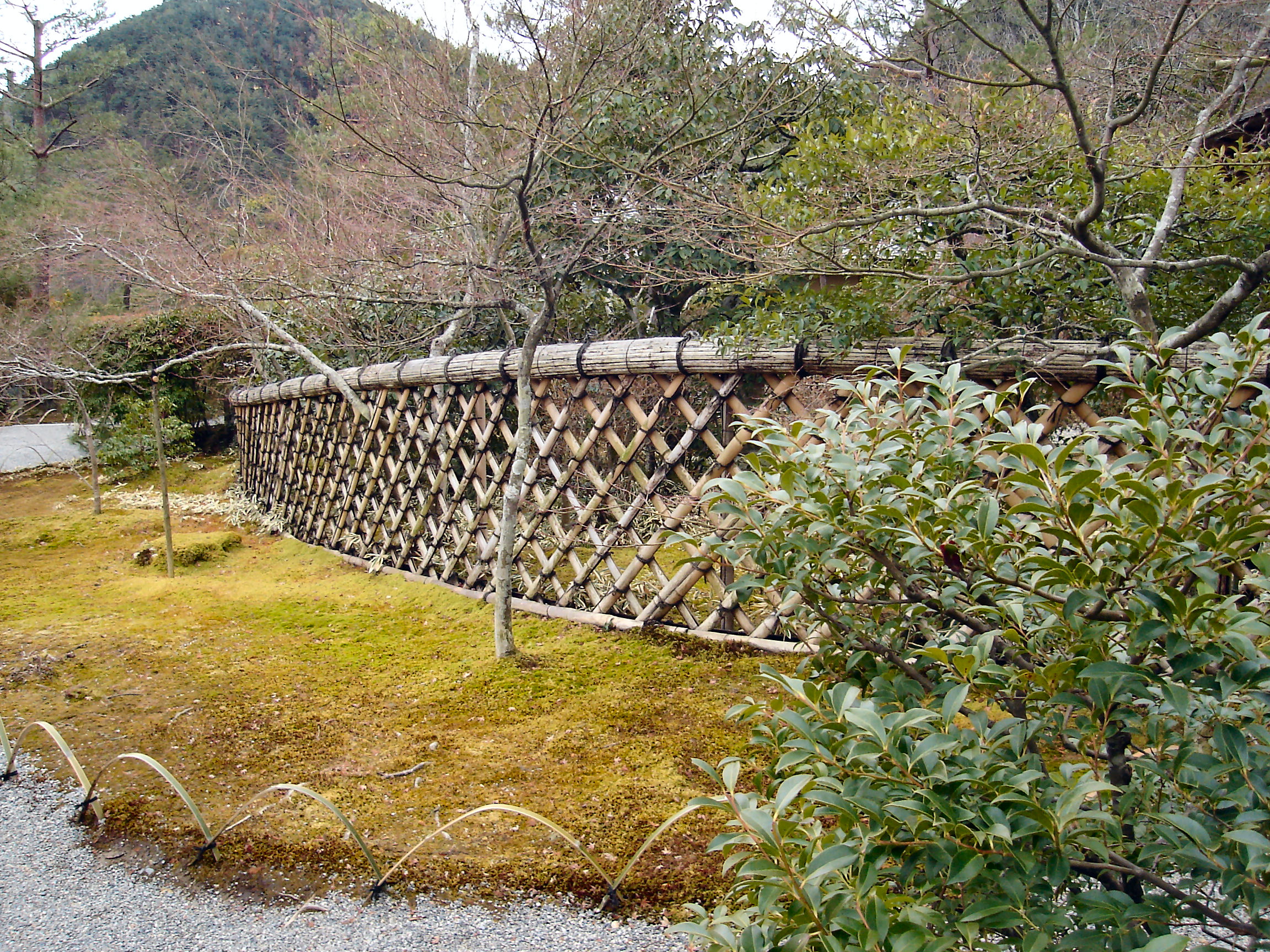
光悦垣
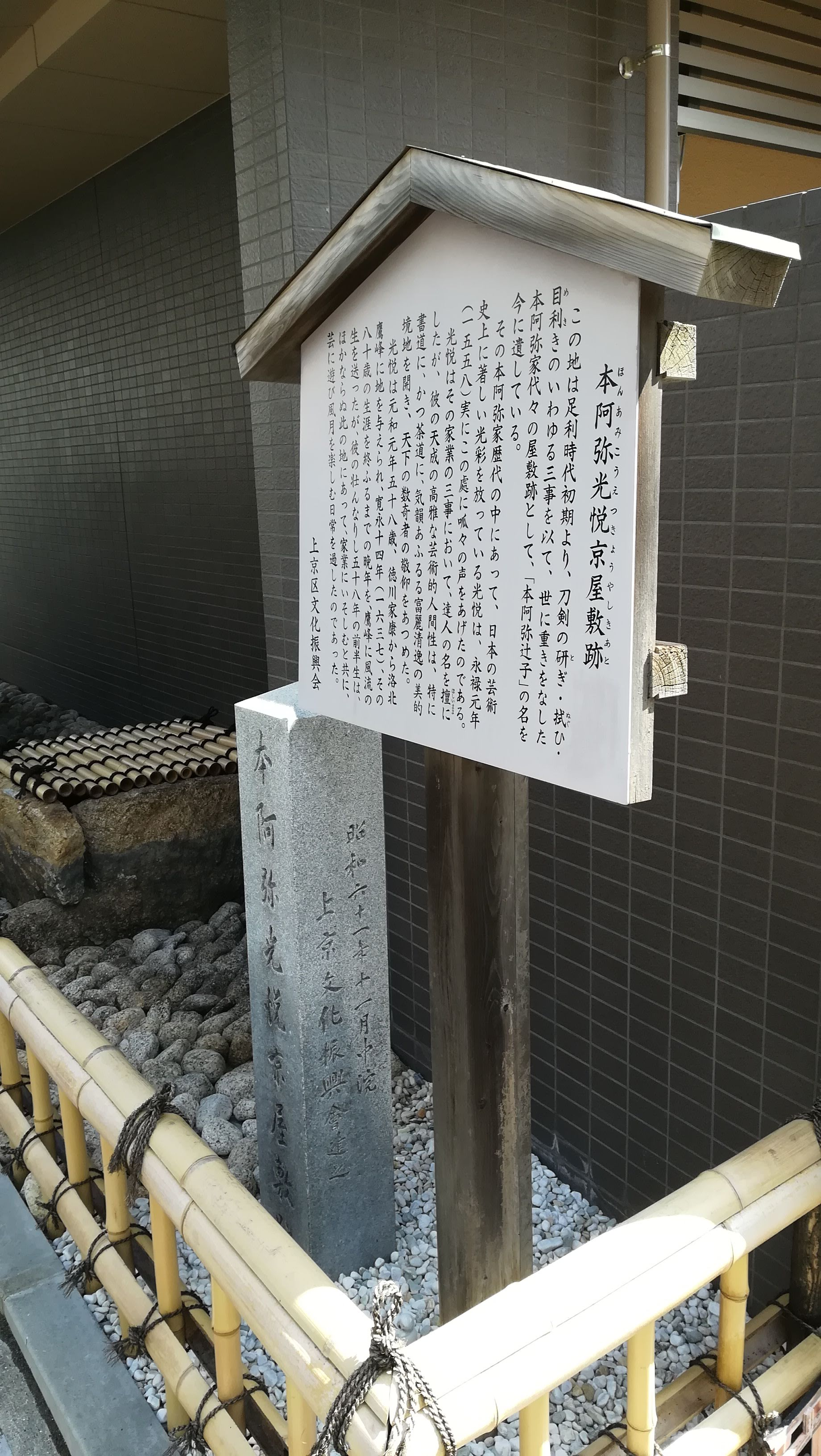
本阿弥光悦京屋敷跡
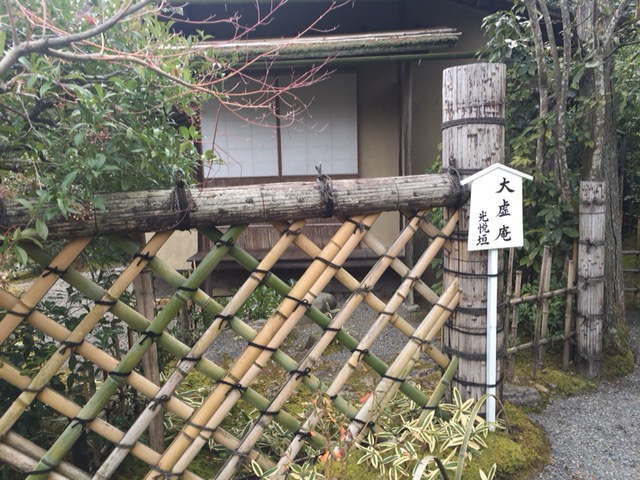
大虚庵（光悦寺）光悦垣
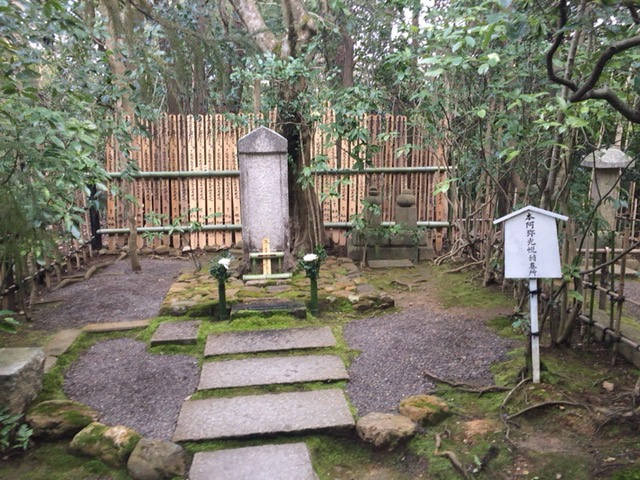
本阿弥光悦の墓(光悦寺）
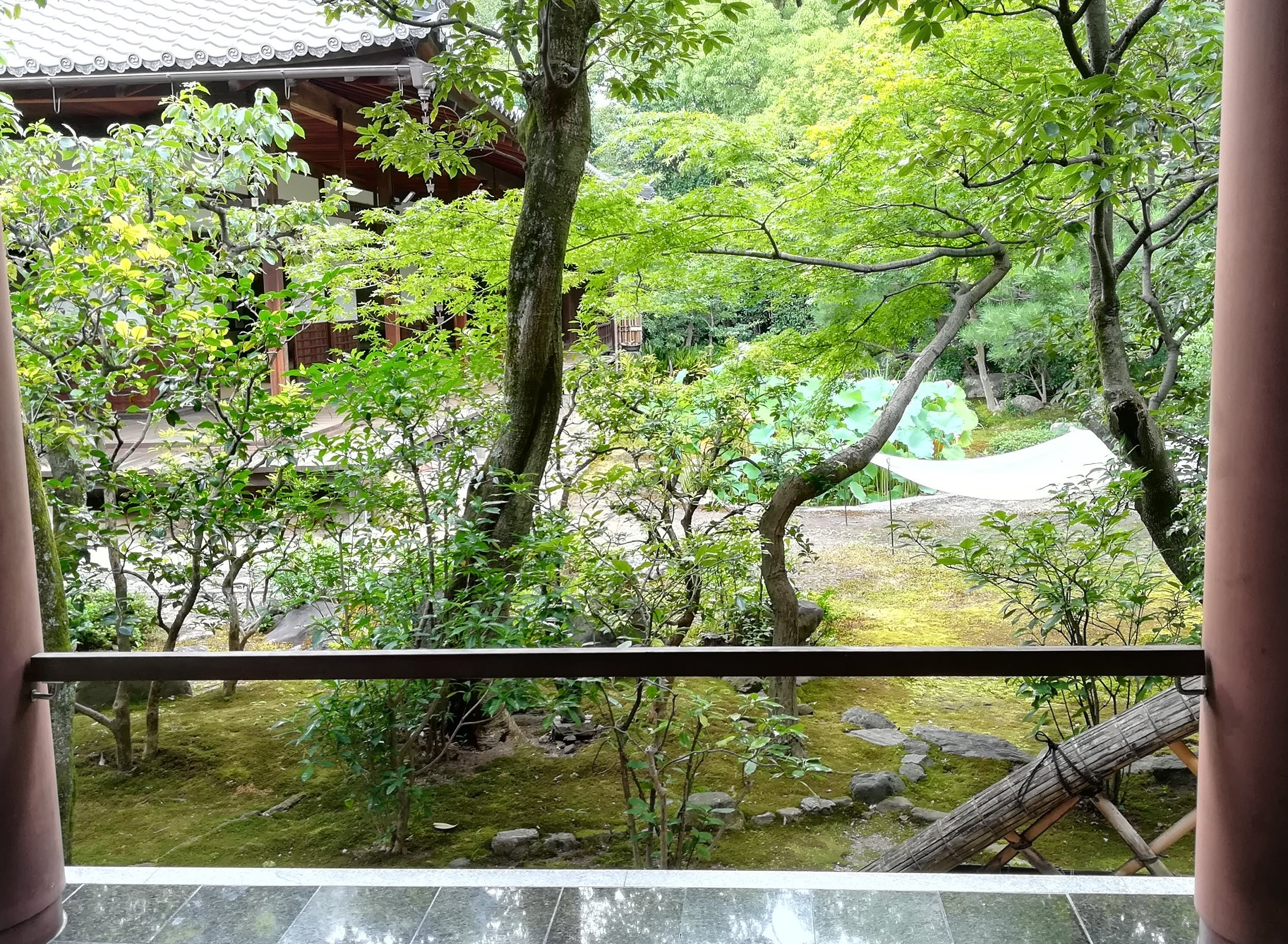
本法寺庭園「巴の庭」本阿弥光悦作
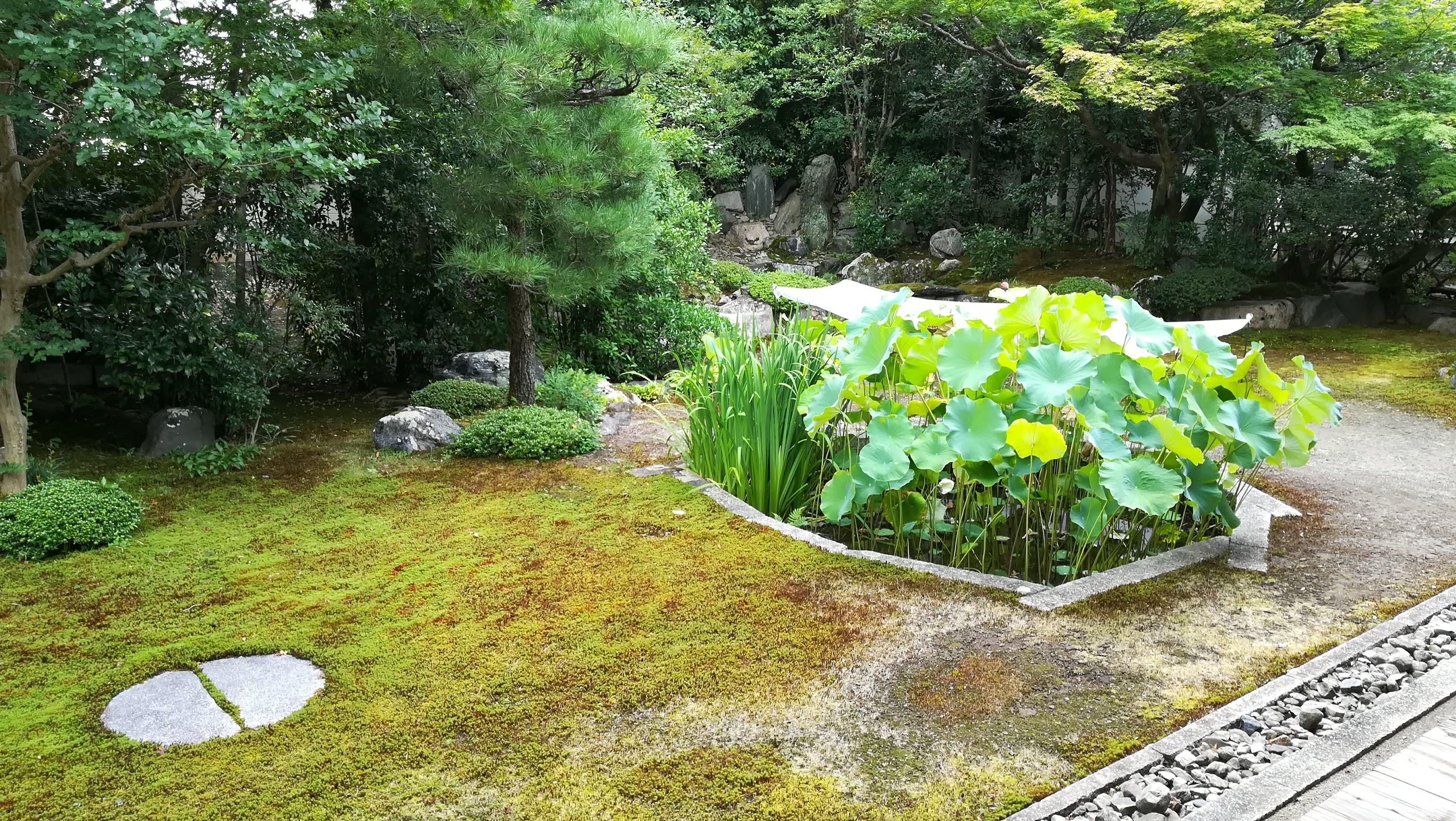
本法寺「巴の庭」本阿弥光悦作